# 高校男子-BOYS-
『高校男子-BOYS-』（こうこうだんしボーイズ）は、集英社『オフィスユー』1994年10月号～12月号、1995年4～6月号にて連載されていた、花衣沙久羅原作、桃栗みかん作画の漫画作品。単行本は全1巻。

## 概要
ジャンルはボーイズラブ。1話完結のオムニバス形式作品が計3話の「高校男子-BOYS-」と、3話完結の短期連載作品の「高校男子-BOYS- VERSION TRIANGLE」に分かれる。花衣沙久羅にとっては漫画原作者デビュー作、桃栗みかんにとっては漫画家デビュー作になる。

## あらすじ

### Level A[基]
男子クラスである事に不満を覚える勝山悟史は、ある日、成績優秀で美形で女子にも人気、父親は知事というとにかく恵まれた香西基が、不良と溜まって煙草を吸っている事を目撃する。後日その事を利用して彼にキスを迫る悟史は、その行動に自分でも驚きを隠せなくなる。その日から欠席が続く基の家へ悟史はプリントを渡しに行こうとするが、玄関から飛び出してくる基を追い、雨をしのぎに夜の学校へ……。

## 単行本
- 1995年7月26日刊行　ISBN 4-08-862324-X